# 馬泰里
10°41′52″N 1°3′48″E / 10.69778°N 1.06333°E

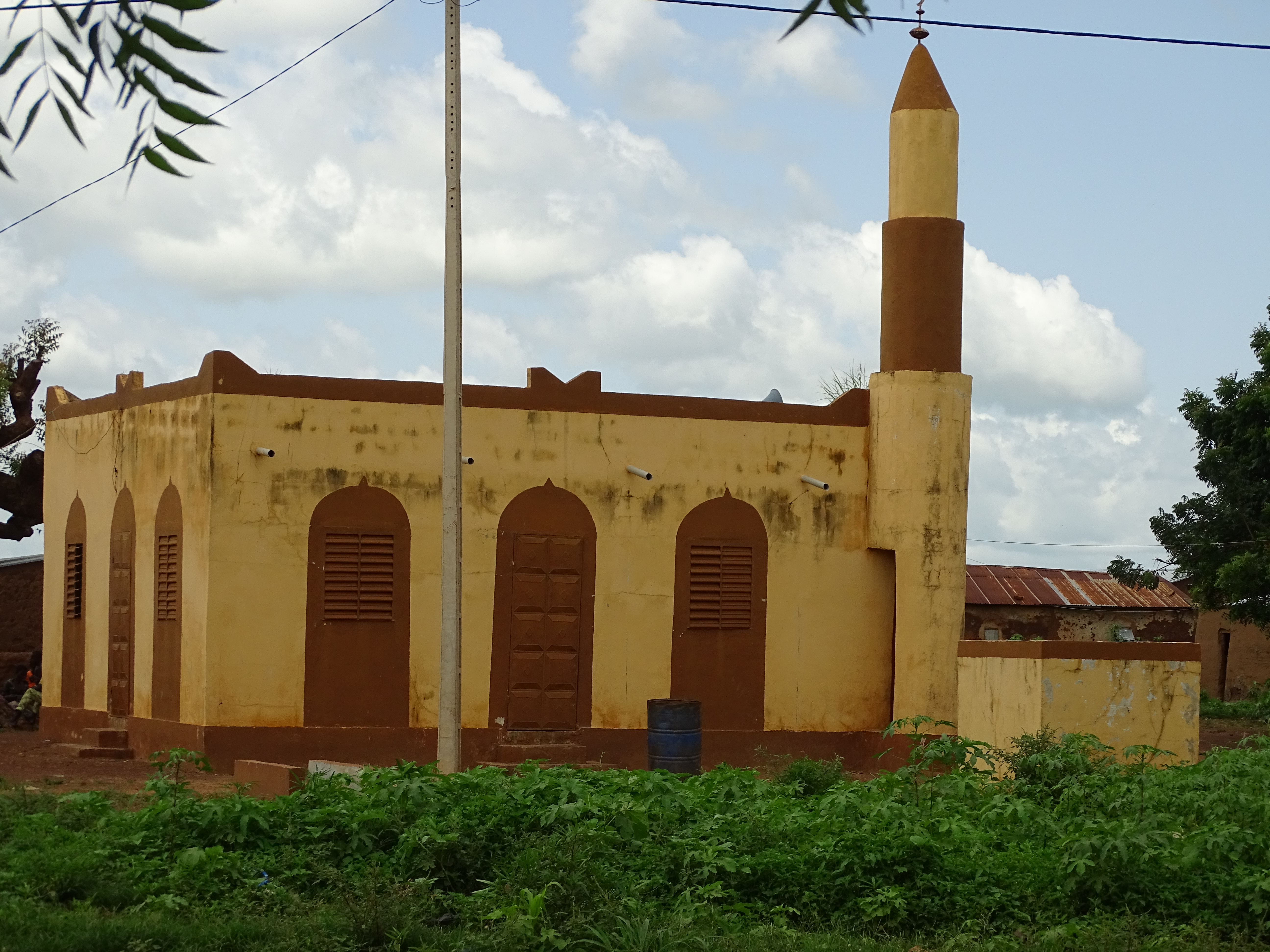
馬泰里的清真寺

馬泰里（法語：Matéri），是貝寧的城鎮，位於該國西北部，由阿塔科拉省負責管轄，面積1,740平方公里，主要農產品有棉花、牛油果、角豆和花生，2013年人口113,958，人口密度每平方公里65人。